# Bahnstrecke Frouard–Novéant
| Empfangsgebäude Novéant-sur-Moselle |                      |                                                  |                                                  |
| Streckennummer (SNCF): | 90 000               |                                                  |                                                  |
| Streckenlänge: | 33,2 km              |                                                  |                                                  |
| Spurweite: | 1435 mm (Normalspur) |                                                  |                                                  |
| Stromsystem: | 25 kV 50 Hz ~        |                                                  |                                                  |
| Maximale Neigung: | 5 ‰                  |                                                  |                                                  |
| Minimaler Radius: | 600 m                |                                                  |                                                  |
| Streckengeschwindigkeit: | 125–150 km/h         |                                                  |                                                  |
| Zweigleisigkeit: | ja                   |                                                  |                                                  |
| |                      |                                                  |                                                  |
| \| \| \| Bahnstrecke Paris–Strasbourg \| von Straßburg \| \| \| 344,3 \| Frouard \| 196 m \| \| \| 344,0 \| Canal de la Marne au Rhin \| (13m) \| \| \| 344,0 \| Bahnstrecke Paris–Strasbourg \| nach Paris \| \| \| 344,1 \| Mosel (128m) \| Mosel (128m) \| \| \| 344,8 \| Pompey \| 196 m \| \| \| \| Bahnstrecke Pompey–Nomeny \| nach Nomeny \| \| \| 348,8 \| Marbache \| Marbache \| \| \| \| \| \| \| \| 349,3 +351,1 \| A31 (2×) \| A31 (2×) \| \| \| \| \| \| \| \| 351,6 \| Belleville \| 189 m \| \| \| 355,4 \| Dieulouard \| 186 m \| \| \| 362,1 \| Pont-à-Mousson \| 182 m \| \| \| 368,1 \| Vandières \| 180 m \| \| \| \| LGV Est européenne \| \| \| \| 371,9 \| Pagny-sur-Moselle \| 181 m \| \| \| \| Bahnstrecke Longuyon–Pagny-sur-Moselle \| von Lérouville \| \| \| 374,8 \| Rupt de Mad (6 m) \| Rupt de Mad (6 m) \| \| \| 375,5 \| Grenze Départements Meurthe-et-Moselle / Moselle \| Grenze Départements Meurthe-et-Moselle / Moselle \| \| \| 376,5 338,9 \| Bahnstrecke Lérouville–Metz \| von Longuyon \| \| \| 339,6 \| Novéant-sur-Moselle \| 175 m \| \| \| \| Bahnstrecke Lérouville–Metz \| nach Metz \| |                      |                                                  |                                                  |
| Strecke |                      | Bahnstrecke Paris–Strasbourg                     | von Straßburg                                    |
| Bahnhof | 344,3                | Frouard                                          | 196 m                                            |
| Brücke über Wasserlauf | 344,0                | Canal de la Marne au Rhin                        | (13m)                                            |
| Abzweig geradeaus, nach links und von links | 344,0                | Bahnstrecke Paris–Strasbourg                     | nach Paris                                       |
| Brücke über Wasserlauf | 344,1                | Mosel (128m)                                     | Mosel (128m)                                     |
| Bahnhof | 344,8                | Pompey                                           | 196 m                                            |
| Abzweig geradeaus und ehemals nach rechts |                      | Bahnstrecke Pompey–Nomeny                        | nach Nomeny                                      |
| Haltepunkt / Haltestelle | 348,8                | Marbache                                         | Marbache                                         |
| |                      |                                                  |                                                  |
| Strecke mit Straßenbrücke | 349,3 +351,1         | A31 (2×)                                         | A31 (2×)                                         |
| |                      |                                                  |                                                  |
| Bahnhof | 351,6                | Belleville                                       | 189 m                                            |
| Bahnhof | 355,4                | Dieulouard                                       | 186 m                                            |
| Bahnhof | 362,1                | Pont-à-Mousson                                   | 182 m                                            |
| Haltepunkt / Haltestelle | 368,1                | Vandières                                        | 180 m                                            |
| Kreuzung geradeaus unten |                      | LGV Est européenne                               | LGV Est européenne                               |
| Bahnhof | 371,9                | Pagny-sur-Moselle                                | 181 m                                            |
| Abzweig geradeaus und nach links |                      | Bahnstrecke Longuyon–Pagny-sur-Moselle           | von Lérouville                                   |
| Brücke über Wasserlauf | 374,8                | Rupt de Mad (6 m)                                | Rupt de Mad (6 m)                                |
| ehemalige Grenze | 375,5                | Grenze Départements Meurthe-et-Moselle / Moselle | Grenze Départements Meurthe-et-Moselle / Moselle |
| Abzweig geradeaus und von links | 376,5 338,9          | Bahnstrecke Lérouville–Metz                      | von Longuyon                                     |
| Bahnhof | 339,6                | Novéant-sur-Moselle                              | 175 m                                            |
| Strecke |                      | Bahnstrecke Lérouville–Metz                      | nach Metz                                        |

Die Bahnstrecke Frouard–Novéant ist eine zweigleisige, elektrifizierte Nord-Süd-Teilstrecke zwischen der Ost-West-Magistrale Paris–Strasbourg im Süden und der von Westen kommenden Bahnstrecke Lérouville–Metz. Sie verläuft durch das Industriezentrum rund um Pont-à-Mousson am westlichen Ufer der Mosel.

## Geschichte

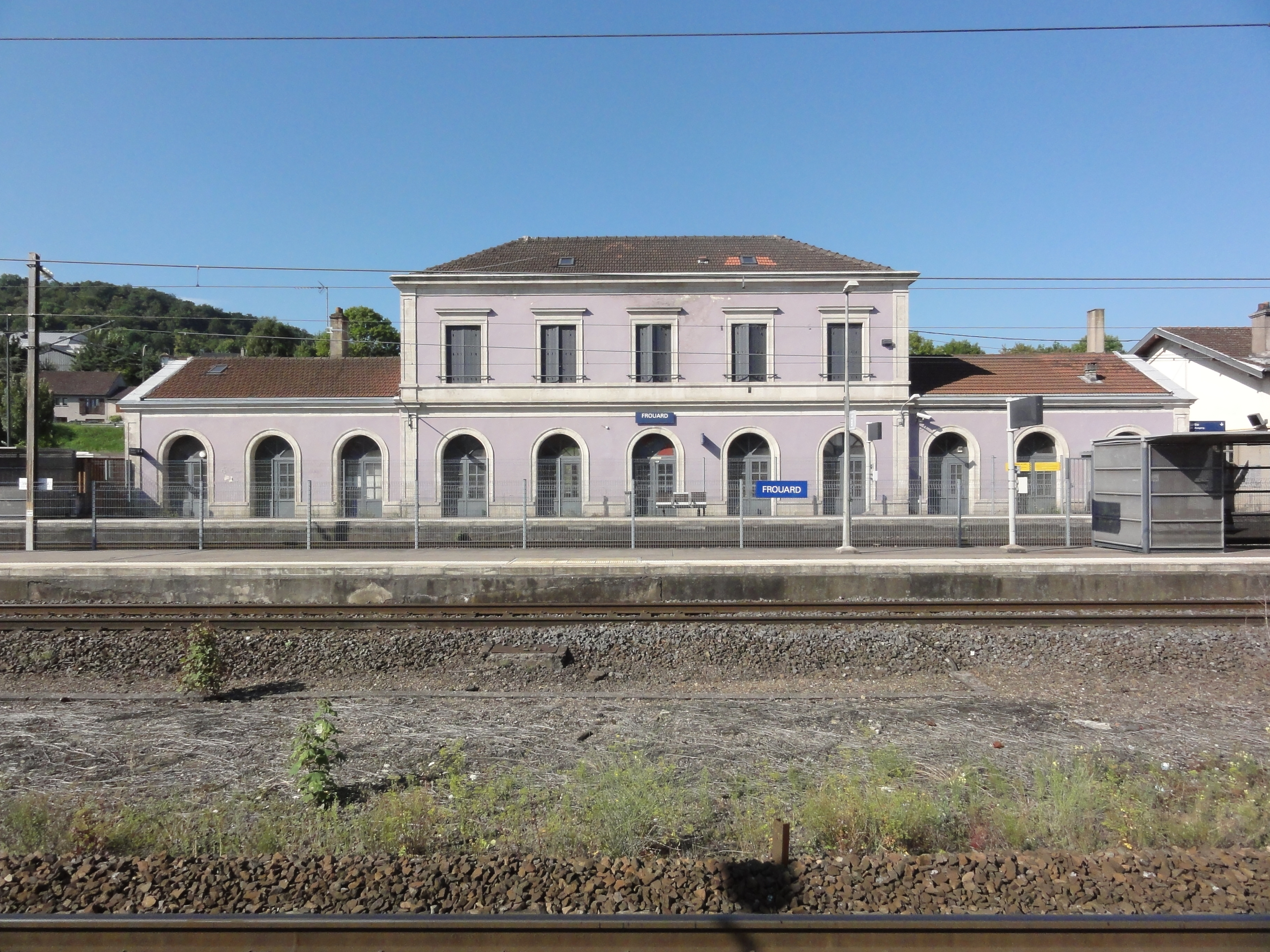
Bahnhof Frouard

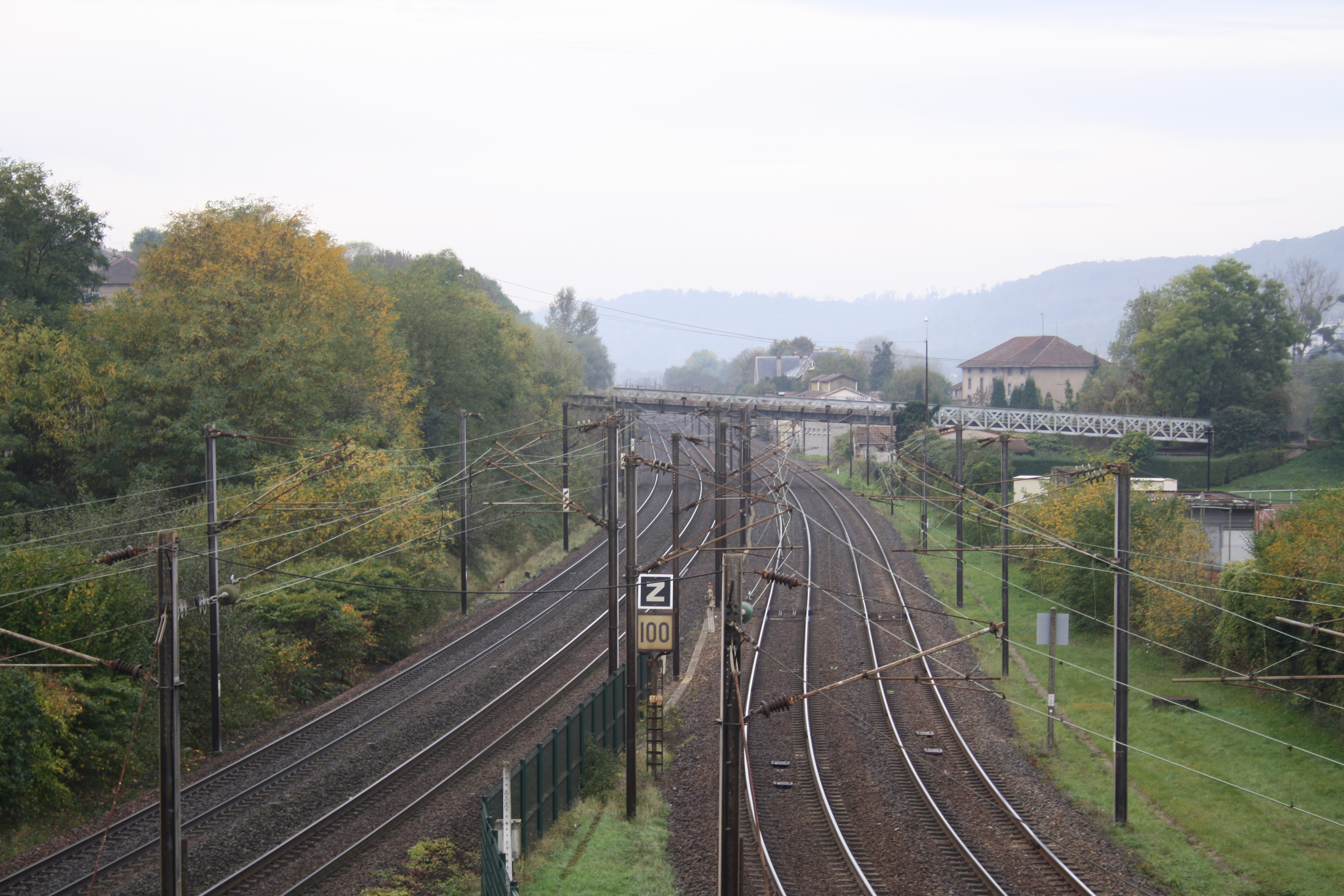
Gleise in Frouard zwischen Kanal- und Moselbrücke, von rechts die Strecke aus Paris

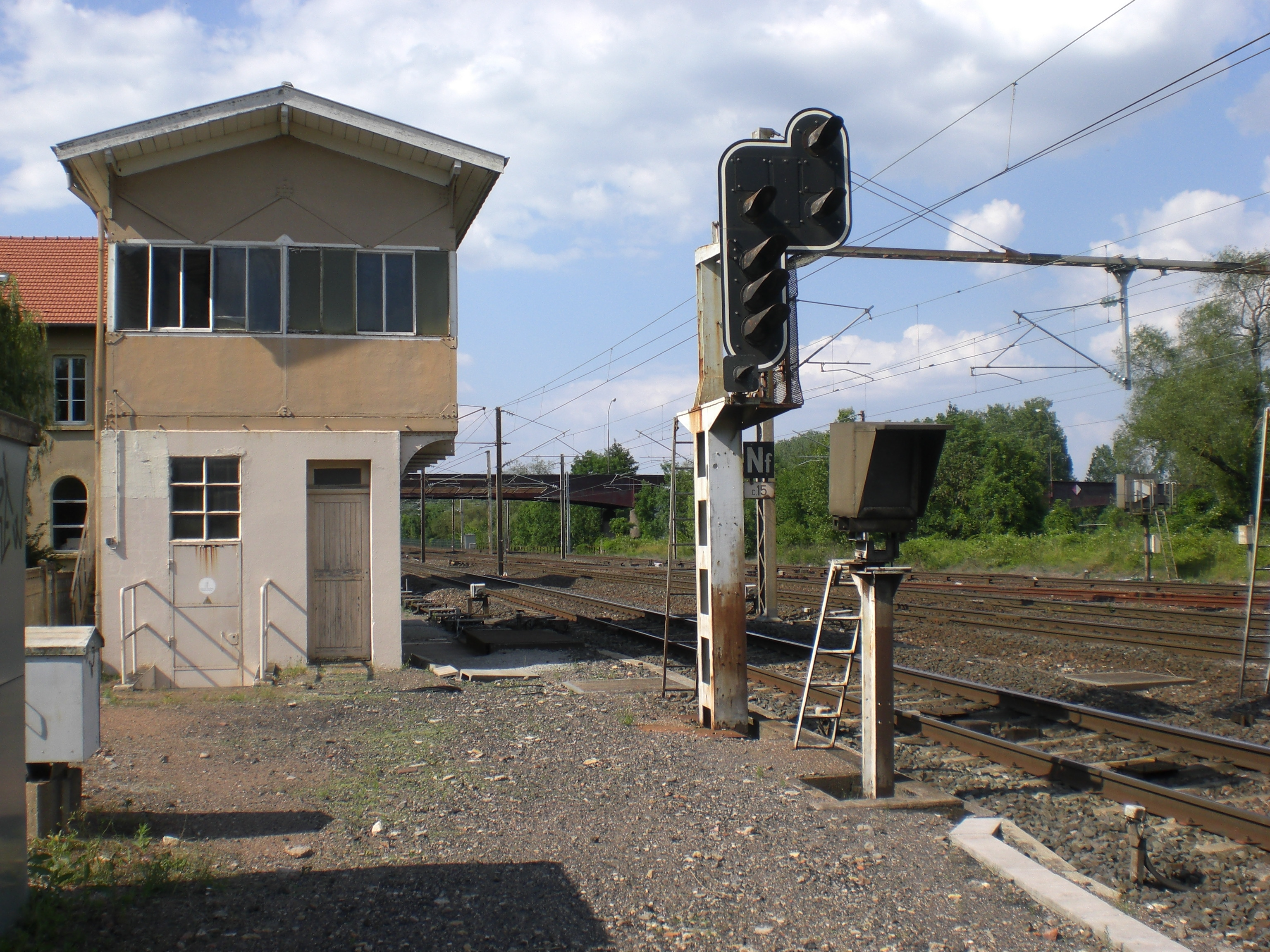
Stellwerk am Bahnhof Novéant

Historisch gesehen war dieses Teilstück mit der Verlängerung bis Metz eine Stichbahn der wichtigen, südlichen Strecke Paris–Straßburg und wurde zusammen mit ihr 1845 zum Bau genehmigt. Antragstellerin war die Compagnie du chemin de fer de Paris à Strasbourg, die 1854 von der Compagnie des Chemins de fer de l’Est übernommen wurde. Das für den Bau notwendige Gesetz wurde am 19. Juli 1845 genehmigt, die Konzession zum Bau und Betrieb am 25. November 1845 vergeben. Bereits am 10. Juli 1850 konnte die Strecke einschließlich ihrer Fortsetzung bis Nancy für den öffentlichen Verkehr freigegeben werden.
In den Jahren 1959/60 wurde die Strecke in Etappen elektrifiziert. Sie wird von der Einspeisung am Bahnhof in Vandières mit 25 kV Wechselspannung, 50 Hz versorgt.

## Streckenbeschreibung
Auf ihren gut 33 Kilometern überwindet die Strecke einen Höhenunterschied von 20 Metern, besitzt also ein extrem flaches Profil. Die zu überwindende Topografie stellt ebenfalls keine hohen Ansprüche dar: Die nur wenig mäandrierende Mosel und der später im Zuge der Moselkanalisierung entstandene Moselseitenkanal zeigen an, dass auch die parallel laufende Eisenbahntrasse mit wenig engen Kurvenradien arbeiten musste. Bis auf die Querung der Mosel gibt es keine nennenswerten Brücken und keine Tunnelbauwerke. Entsprechend einfach war die Trassierung zu realisieren.
Noch heute stellt dieser Verkehrsweg eine wichtige Nord-Süd-Verbindung dar, über ihn verkehren alle Regionalverbindungen zwischen Metz und Nancy sowie einzelne Züge der Destination Luxemburg–Dijon. Ferner wird über ihn viel Frachtverkehr abgewickelt, er ist Teil des Europäischen Korridors (ERTMS-Korridor) C Antwerpen – Basel und sollte bis 2018 mit ETCS Level 1 ausgestattet sein.